# 香川県道240号粟井観音寺線
香川県道240号粟井観音寺線（かがわけんどう240ごう あわいかんおんじせん）は、香川県観音寺市を通る一般県道である。

## 概要
観音寺市粟井町から同市観音寺町に至る。

### 路線データ
- 起点：香川県観音寺市粟井町（広域基幹林道五郷財田線交点）
- 終点：香川県観音寺市観音寺町（観音寺市七間橋交差点、香川県道・徳島県道8号観音寺佐野線交点）
- 総延長：9.049 km

## 路線状況

### 名称・愛称
- 七間橋通り

### 道路施設

#### 橋梁
- 七間橋（一ノ谷川・観音寺市観音寺町）

他、計4橋梁32 m

## 地理

### 通過する自治体
- 観音寺市

### 交差する道路
| 交差する道路                        | 交差する場所             | 交差する場所                |
| ----------------------------------- | ------------------------ | --------------------------- |
| 広域基幹林道五郷財田線              | 粟井町                   | 起点                        |
| 国道377号                           | 粟井町                   |                             |
| 香川県道24号善通寺大野原線          | 木之郷町                 |                             |
| 国道11号                            | 柞田町（くにたちょう）甲 | 観音寺市中出交差点          |
| 香川県道237号黒渕本大線             | 昭和町3丁目              |                             |
| 香川県道239号観音寺港観音寺停車場線 | 栄町3丁目                |                             |
| 香川県道・徳島県道8号観音寺佐野線   | 観音寺町                 | 観音寺市七間橋交差点 / 終点 |

### 交差する鉄道
- 予讃線

### 沿線
- 観音寺市立粟井小学校